# Scaphoideus pristidens
Scaphoideus pristidens är en insektsart som beskrevs av George Willis Kirkaldy 1906. Scaphoideus pristidens ingår i släktet Scaphoideus och familjen dvärgstritar. Inga underarter finns listade i Catalogue of Life.